# 비룡소
비룡소는 대한민국의 출판사다.

## 연혁
- 1994년 3월 17일 창립.